# Кетрин Хајгл
Кетрин Мари Хајгл (енгл. Katherine Marie Heigl; рођена 29. новембра 1978. у Вашингтону, САД) је америчка глумица. Награђена је Емијем за улогу у серији Увод у анатомију.

## Филмографија
| Улоге      |                                  |               |                         |          |
| Година     | Српски назив                     | Изворни назив | Улога                   | Напомена |
| 1994.      | Мој отац је херој                |               | Никол                   |          |
| 1995.      | Под опсадом 2: Мрачна територија |               | Сара Рејбак             |          |
| 1996.      | Звезда падалица                  |               | Алексија Витон          |          |
| 1998.      | Дечије игре 4: Чакијева невеста  |               | Џејд Кинкејд            |          |
| 1999-2002  | Розвел                           |               | Изабел Еванс            |          |
| 2001.      | Дан заљубљених                   |               | Шели Фишер              |          |
| 2005.      | Ринџер                           |               | Лин Шеридан             |          |
| 2005-данас | Увод у анатомију                 |               | Др Изабел „Изи“ Стивенс |          |
| 2006.      | Кофеин                           |               | Лора                    |          |
| 2007.      | Заглавило се                     |               | Алисон Скот             |          |
| 2008.      | 27 хаљина за венчање             |               | Џејн Николс             |          |
| 2009.      | Гола истина                      |               | Еби Рихтер              |          |

## Награде и номинације
- 2007: Еми награда за најбољу споредну глумицу у телевизијској драми (Увод у анатомију) — Награђена
- 2006: Златни глобус за најбољу споредну глумицу у серији, мини-серији или телевизијском филму (Увод у анатомију) — Номинована
- 2006: Награде Удружења филмских глумаца за најбољу глумачку екипу (Увод у анатомију) — Награђена